# ديك هاينز
ديك هاينز (بالإنجليزية: Dick Haynes)‏ هو مقدم برامج إذاعية وممثل أمريكي، ولد في 9 يناير 1911 في بومونت في الولايات المتحدة، وتوفي في 20 نوفمبر 1980 في وودلاند هيلز، كاليفورنيا في الولايات المتحدة بسبب سرطان.

## وصلات خارجية
- ديك هاينز على موقع IMDb (الإنجليزية)
- ديك هاينز على موقع قاعدة بيانات الفيلم (الإنجليزية)